# Guntram (Strauss)
Guntram (op. 25) és una òpera en tres actes amb música de Richard Strauss i llibret en alemany del mateix compositor. Va ser estrenada el 10 de maig de 1894 al Deutsches Nationaltheater de Weimar. Va ser la primera òpera de Strauss i mostra una forta influència wagneriana. La música de Guntram és citada en el poema simfònic de Strauss Ein Heldenleben. El compositor va revisar la partitura el 1940.

## Representacions
L'òpera no va tenir gaire èxit, i va ser només representada unes poques vegades en vida de Strauss. A l'estrena, el paper de soprano de Freihild va ser cantat per Pauline de Ahna, la futura esposa de Strauss. Interpretacions posteriors de Strauss van incloure una a Múnic el 16 de novembre de 1895 i a Praga el 9 d'octubre de 1901. També a Frankfurt el 9 març 1910 dirigida per Ludwig Rottenberg.
La versió revisada es va interpretar per primera vegada a Weimar el 29 d'octubre de 1940, dirigida per Paul Sixt, i més tard el 1942 a Berlín dirigit per Robert Heger.
A Hamburg, el 4 de febrer de 1895, Gustav Mahler va incloure el Preludi del primer acte en el seu sisè concert filharmònic. Més tard, va incloure els Preludis del primer i segon acte en un concert a Viena el 19 de febrer de 1899, i a Nova York el 30 de març de 1910 amb la Filharmònica de Nova York.